# Eric George Adelberger
Eric George Adelberger (Bryn Mawr, 26 de junho de 1938) é um físico estadunidense.
Adelberger estudou física no Instituto de Tecnologia da Califórnia, com um bacharelado em 1960 e um doutorado em 1967. Em 1968/1969 esteve na Universidade Stanford, sendo a partir de 1969 professor assistente na Universidade de Princeton. A partir de 1971 foi professor assistente e a partir de 1975 professor na Universidade de Washington.
Recebeu o Prêmio Tom W. Bonner de Física Nuclear de 1985. Recebeu em 2020 juntamente com Blayne Heckel e Jens Gundlach o Fundamental Physics Prize.

## Obras
- Eric G. Adelberger, Blayne Heckel, Ann Nelson: Tests of the gravitational inverse square law. In: Annual Review of Nuclear and Particle Science, Volume 53, 2003, p. 77.
- Eric G. Adelberger, Jens H. Gundlach, Blayne Heckel, Seth Hoedl, Stephan Schlamminger: Torsion balance experiments: a low energy frontier of particle physics. In: Progress in Particle and Nuclear Physics, Volume 62, 2009, p. 102.